# Pragmatische Sanktion von Bourges
Die Pragmatische Sanktion von Bourges ist eine im Einverständnis mit dem dort versammelten Klerus am 7. Juli 1438 in Bourges veröffentlichte Entscheidung Karls VII. von Frankreich. Indem der König als Wächter der Rechte der Kirche von Frankreich handelte, begrenzte dessen Beschluss die päpstliche Macht in mehreren Punkten:
- Die französische Kirche erkennt den Vorrang allgemeiner Konzilien vor dem Papst an (Konziliarismus).
- Sie unterstützt die Entscheidungen des Konzils von Basel.
- Der König erhält ein Mitspracherecht bei Bischofswahlen und der Besetzung von Kapiteln in Abteikirchen, indem er Kandidaten empfehlen kann.
- Die Kirche erhält Rechte in Bezug auf kirchliche Einkommen (Abschaffung der Annaten).
- Die Macht Roms bei Exkommunikationen und Interdikten wird eingeschränkt. Päpstliche Erlasse bedürfen der königlichen Bestätigung.

Die Pragmatische Sanktion schuf die Grundlagen der französischen Nationalkirche. Obwohl Eugen IV. dagegen protestierte, galt sie bis zum beim 5. Laterankonzil beschlossenen Konkordat von Bologna (1516). In den Jahren nach deren Beschluss war sie Gegenstand politischer Auseinandersetzungen mit mehreren Kirchenoberhäuptern.
Ludwig XI. setzte wegen seiner Italienpolitik die vom Vater erlassene Pragmatische Sanktion von Bourges 1451 außer Kraft, doch die Generalstände stimmten nicht zu. In die (angestrebte) Aufhebung war insbesondere der dafür die Kardinalswürde erhaltende Jean de La Balue involviert.
Ludwig XII. von Frankreich erneuerte die Gültigkeit der aus dem Jahr 1438 stammenden Rechtsgrundlage, zeigte sich jedoch im Jahr 1513 zu Entgegenkommen bereit. Das Konkordat von Bologna zwischen Leo X. und Franz I. räumte dem jeweiligen französischen Herrscher (nur) bestimmte Privilegien mit päpstlicher Billigung ein. Die parallel zum Konkordat publizierte päpstliche Bulle Pastor aeternus gregem vom 19. Dezember 1516 hob die Pragmatische Sanktion von Bourges ausdrücklich auf und unterstrich das Primat päpstlicher Entscheidungen in Kirchenfragen.